# San Juan (Chile)
San Juan es un pequeño villorrio ubicado 32 kilómetros del pueblo de Dalcahue, en la Isla Grande de Chiloé, Región de Los Lagos, Chile. Se encuentra ubicado entre las localidades de Dallico al norte, Calen al este, Quetalco al oeste y el canal Dalcahue al sur.
Cuenta con una población rural de 1.149 habitantes.

## Historia
De acuerdo al escritor Renato Cárdenas, existe una tradición que menciona a San Juan como un lugar de paso en la expedición de Martín Ruiz de Gamboa en 1567, y donde se habría pensado en edificar la primera ciudad del archipiélago en lugar de Castro. Esto finalmente no se habría concretado debido a que las grandes diferencias de mareas del sector dificultaban su uso como puerto.
Según Renato Cárdenas y otros autores locales, hasta fines del siglo XVIII la localidad fue conocida con el nombre de Coquihuil, siendo ese el nombre también de la encomienda colonial en posesión de las familias españolas de la zona. En esos años la localidad dependió en términos religiosos de la Iglesia de Calen, por lo que no contaba con una capilla propia ni era visitada por la Misión circular.
A comienzos del siglo XIX, la localidad creció en población y se construyó su primera capilla, tomando como principal imagen a San Juan Bautista, cuyo nombre se agregaría al nombre indígena de la localidad (San Juan de Coquihuil), y con el tiempo lo terminaría sustituyendo en su totalidad. La iglesia actual, construida en 1887 bajo el esquema de la escuela chilota de arquitectura en madera, conserva el nombre compuesto ya en desuso de la localidad.
En épocas más recientes, el terremoto de 1960 causó graves daños al poblado, hundiendo parte del cementerio de la localidad -en desuso desde entonces- y dañando la estructura de la iglesia, que debió ser reparada alterando parcialmente su diseño original. Posteriormente, en 1962, se funda la capilla de Dallico, separando a esa localidad y a Puchaurán de su dependencia religiosa con San Juan.
El año 2000 la Iglesia de San Juan fue incluida junto a otras quince iglesias de Chiloé como patrimonio de la humanidad por la UNESCO.
Actualmente las principales actividades económicas de la localidad son los cultivos marinos y la actividad agropecuaria, junto con una incipiente actividad turística vinculada al carácter patrimonial de su iglesia.